# .cc
.cc je vrhovna internetska domena (country code top-level domain - ccTLD) za Kokosove otoke. Domenom upravlja eNIC.

## Vanjske poveznice
- IANA .cc whois informacija  Arhivirana inačica izvorne stranice od 27. travnja 2006. (Wayback Machine)
- .cc domene IP adrese[neaktivna poveznica]